# Ilhéu Raso
L'ilhéu Raso és un illot de les illes de Barlavento de l'arxipèlag de Cap Verd, d'una superfície de 7 km². Raso es troba flanquejat per l'ilhéu Branco al nord-oest i a 15 kilòmetres de l'illa de São Nicolau al sud-est.

## Medi ambient
L'illa és un estratovolcà d'uns 3 kilòmetres de llarg per 2,4 kilòmetres d'ample, amb una altitud de 164 Metres sobre el nivell del mar. Té una antiguitat d'aproximadament 123 milions d'anys i es va formar a partir de l'antiga escorça oceànica. La part sud-occidental és una plana de còdols seca. Hi ha poca vegetació, a part de l'àrea de pastures al sud-oest. El litoral sencer consisteix en penya-segats rocosos. Juntament amb la propera Santa Luzia i Ilhéu Branco, fou declarada àrea protegida en 1990.

### Fauna
Raso és actualment l'única llar de la críticament en perill alosa de Razo (Alauda razae). L'illot ha estat identificat com una Important Bird Area (IBA) per BirdLife International perquè, igual que les aloses, suporta poblacions de baldriga de Cap Verd (amb 2.500–3.750 parells reproductors), cuajoncs bec-roigs (25–40 parells) i pardals de Cap Verd. És un dels dos illots s'hi ha registrat el possiblement extingit lludrió gegant de Cap Verd. També hi vivien el gecko gegant de Cap Verd (Tarentola gigas) i un escíncid (Mabuya stangeri).

## Galeria d'imatges

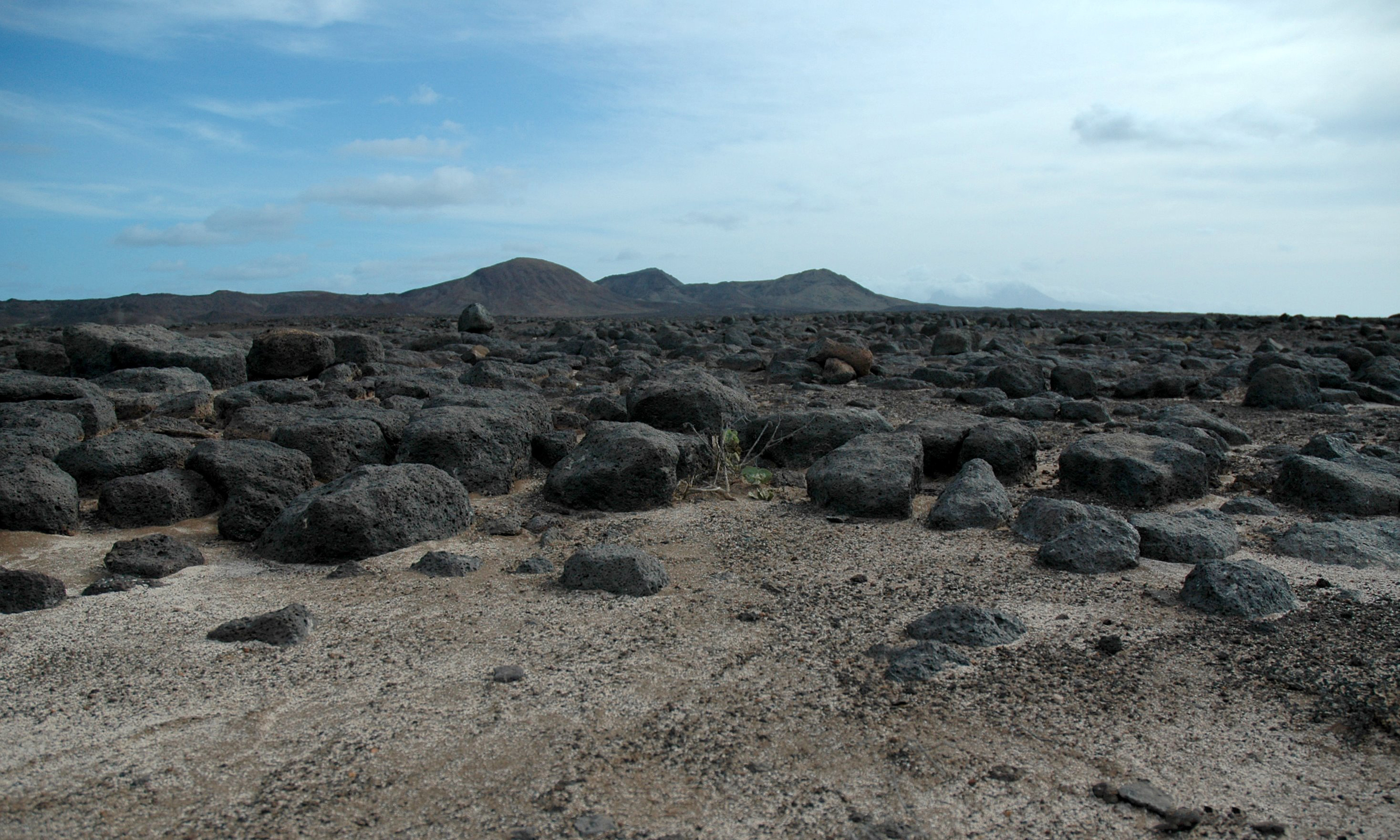
Paisatge de l'Ilhéu Raso.
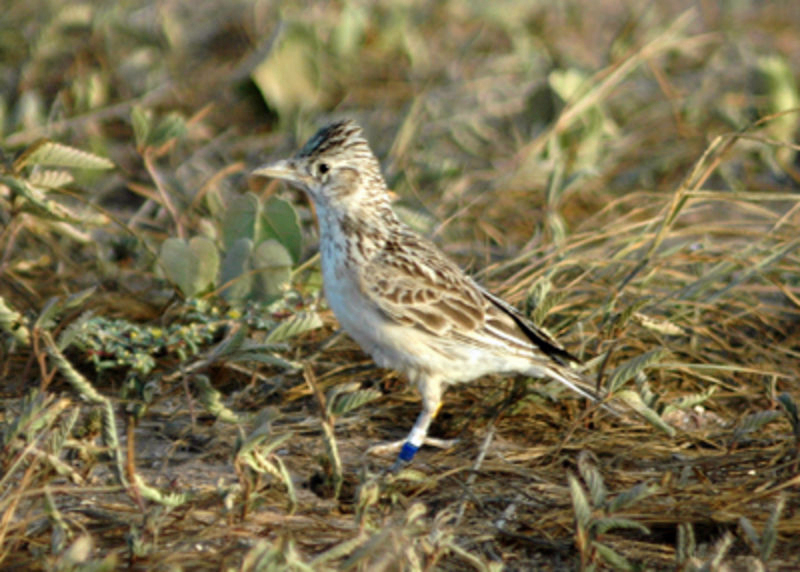
Alonsa de Razo (Alauda razae), en perill crític.
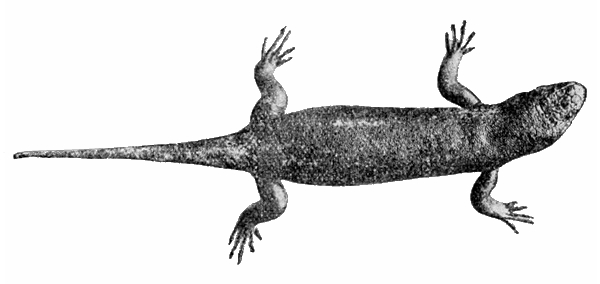
Lludrió gegant de Cap Verd (Chioninia coctei), espècie que es considera extinta.